# Parlamento francese
Il Parlamento della Repubblica francese (in francese Parlement français) è l'organo costituzionale titolare della funzione legislativa e del controllo sull’attività governativa. Ha una struttura bicamerale, ovvero è composto da due Camere: l'Assemblea Nazionale ed il Senato.
L'Assemblea Nazionale si riunisce nel Palazzo Borbone mentre il Senato nel Palazzo del Lussemburgo. Per le revisioni della Costituzione si riuniscono in seduta comune in Congresso presso la Reggia di Versailles.
Fino al settembre 2004, il Senato francese aveva 321 senatori eletti per 9 anni. Dopo questa data, il termine è stato ridotto a 6 anni mentre il numero di senatori è aumentato a 346 nel 2010. I Senatori sono eletti a suffragio indiretto da circa 150.000 grandi elettori: sindaci, consiglieri comunali, delegati dei consigli comunali, consiglieri regionali e deputati.
L'Assemblea Nazionale è formata da 577 membri noti col nome di deputati, eletti in un collegio elettorale uninominale a doppio turno, con la seguente distribuzione:
- 555 dalla Francia metropolitana;
- 15 dalle regioni d'Oltremare (Guiana francese, Guadalupa, Martinica, Riunione);
- 2 dagli Enti territoriali d'Oltremare (Maiotta, Saint-Pierre e Miquelon);
- 5 dai Territori d'Oltremare (Nuova Caledonia, Polinesia francese, Wallis e Futuna).

## Storia
Il Parlamento, nel senso moderno del termine, è apparso in Francia con la Rivoluzione francese. La sua forma (monocamerale, bicamerale o pluricamerale), i suoi nomi e le sue attribuzioni, definite dalle differenti costituzioni, hanno preso delle forme molto differenti secondo i regimi:

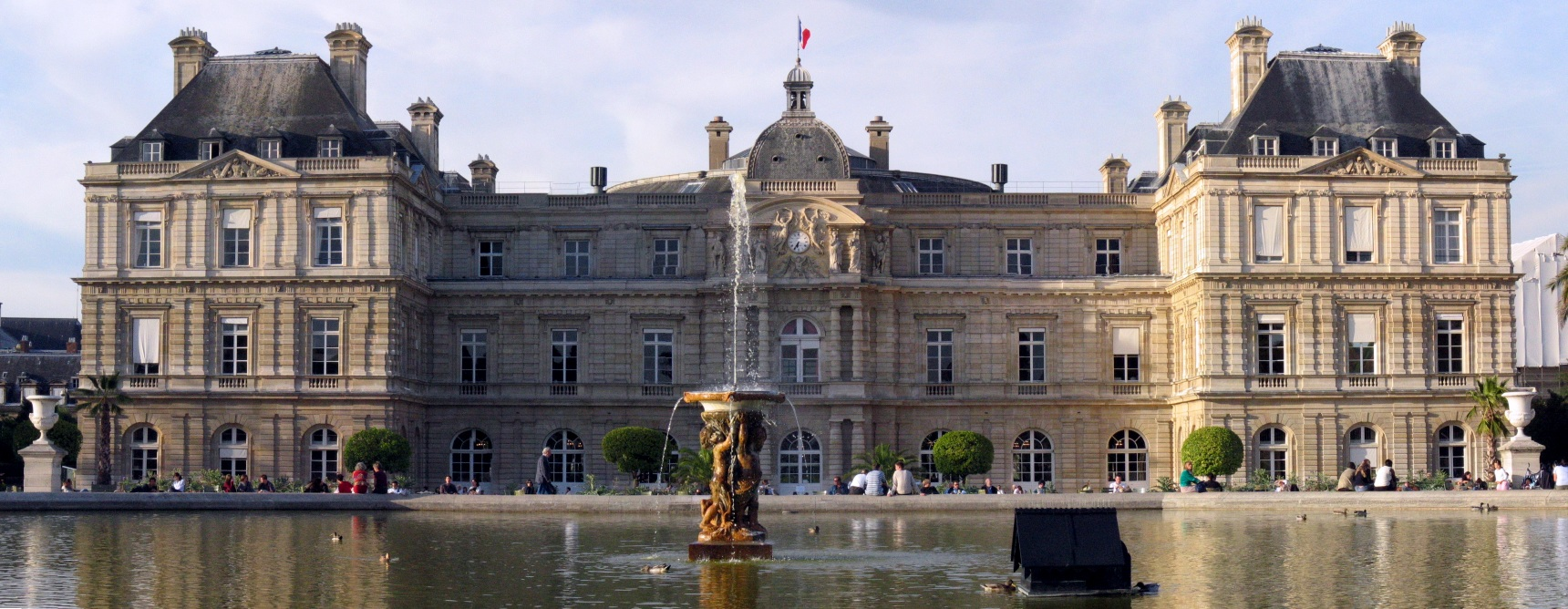
Senato (Palazzo del Lussemburgo).

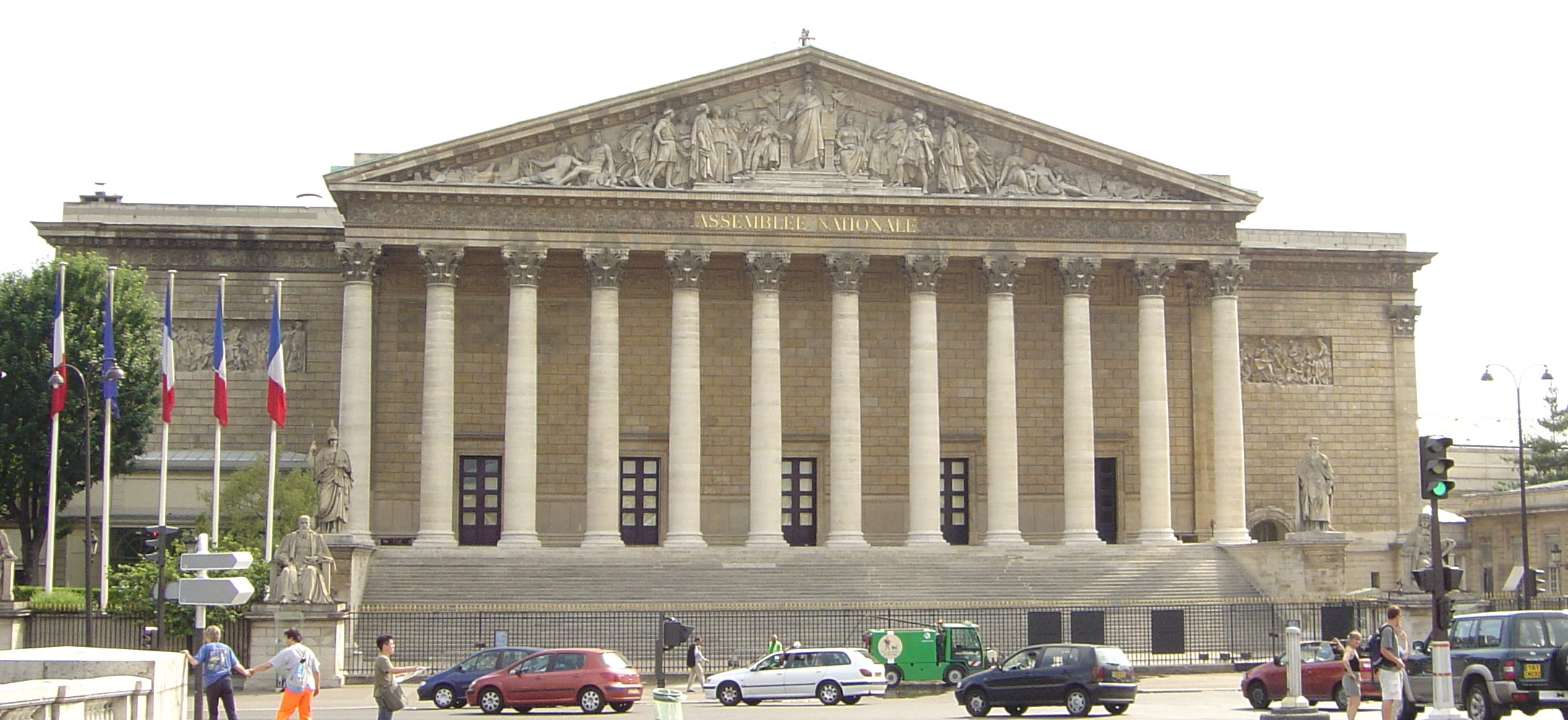
Assemblea Nazionale (Palazzo Borbone).

| Data         | Costituzione                  | Camera Alta                | Camera Bassa              | Altra Camera | Camere Unite        | Camera Unica                    |
| ------------ | ----------------------------- | -------------------------- | ------------------------- | ------------ | ------------------- | ------------------------------- |
| 1791         | Costituzione del 1791         |                            |                           |              |                     | Assemblea Nazionale Legislativa |
| 1792-1795    | Costituzione dell'anno I      |                            |                           |              |                     | Convenzione nazionale           |
| 1795-1799    | Costituzione dell'anno III    | Consiglio degli Anziani    | Consiglio dei Cinquecento |              |                     |                                 |
| 1799-1804    | Costituzione dell'anno VIII   | Senato                     | Corpo Legislativo         | Tribunato    |                     |                                 |
| 1804-1807    | Costituzione dell'anno X      | Senato                     | Corpo Legislativo         | Tribunato    |                     |                                 |
| 1807-1814    | Costituzione dell'anno XII    | Senato                     | Corpo Legislativo         |              |                     |                                 |
| 1814-1815    | Carta del 1814                | Camera dei Pari            | Camera dei deputati       |              |                     |                                 |
| 1815         | Carta del 1815                | Camera dei Pari            | Camera dei Rappresentanti |              |                     |                                 |
| 1830-1848    | Carta del 1830                | Camera dei Pari            | Camera dei deputati       |              |                     |                                 |
| 1848-1852    | Costituzione del 1848         |                            |                           |              |                     | Assemblea Nazionale             |
| 1852-1870    | Costituzione del 1852         | Senato                     | Corpo Legislativo         |              |                     |                                 |
| 1871-1875    |                               |                            |                           |              |                     | Assemblea Nazionale             |
| 1875-1940    | Leggi costituzionali del 1875 | Senato                     | Camera dei deputati       |              | Assemblea Nazionale |                                 |
| 1940-1944    | Leggi costituzionali del 1940 |                            |                           |              |                     |                                 |
| 1944-1946    | Governo Provvisorio           |                            |                           |              |                     | Assemblea Nazionale             |
| 1946-1958    | Costituzione del 1946         | Consiglio della Repubblica | Assemblea Nazionale       |              | Parlamento          |                                 |
| dopo il 1958 | Costituzione del 1958         | Senato                     | Assemblea Nazionale       |              | Congresso           |                                 |

## Iter per l'approvazione delle leggi
L'iter per l'approvazione della legge si basa sull'approvazione di un testo identico da entrambe le camere.
Questa procedura è detta navetta parlamentare ed è descritta dall'articolo 45 della Costituzione: "ogni progetto o proposta di legge è esaminato nelle due assemblee del Parlamento in vista dell'adozione di un testo identico".
I principali testi di legge sono in generale proposti dal Governo (progetto di legge). Tuttavia il Parlamento adotta ogni anno un certo numero di testi depositati dai deputati o dai senatori (proposta di legge).
La lettura del testo nelle due camere permette di migliorare il testo, correggendo questioni tecniche o proponendo delle misure supplementari attraverso emendamenti.
Più generalmente, l'esame della legge in seduta pubblica in Parlamento è una garanzia di trasparenza: dopo gli annunci fatti dal Governo, dà la possibilità ed il tempo ai media di rendere conto al popolo francese del contenuto del testo adottato.
Un testo depositato non è discusso necessariamente. Se il Governo e l'ufficio dell'assemblea alla quale è stato depositato non decidono di iscriverlo in seduta, non sarà mai oggetto di un esame. È il caso di un gran numero di proposte di legge.
In un primo tempo, il testo è esaminato da una commissione. Esistono 6 commissioni permanenti al Senato ed 8 all'Assemblea Nazionale. Questo numero è limitato dall'articolo 43 della Costituzione. Ciascuna è specializzata in un campo particolare: finanze, affari sociali, cultura, ecc... Quando un testo riguarda più commissioni, si può creare una commissione speciale.
Il testo di partenza, prima dell'esame in seduta pubblica, può essere accompagnato da emendamenti, che mirano a creare, modificare o sopprimere un articolo del testo di legge. Ogni parlamentare può depositare degli emendamenti, a titolo individuale o collettivo. Anche la commissione ed il Governo possono proporre degli emendamenti a proprio nome.
I testi di legge sono discussi in seduta pubblica. I francesi possono assistere alle sedute al Palazzo Bourbon, sede dell'assemblea nazionale, od al Palazzo del Lussemburgo, sede del Senato. Sono ritrasmesse anche in tv, su La chaîne parlamentaire.
L'ordine del giorno della seduta pubblica è fissato dal Governo, salvo che per una seduta al mese di cui l'ordine del giorno è deciso dall'ufficio dell'assemblea. È il Governo dunque che sceglie i testi che saranno discussi. Questo potere è essenziale, perché limita la possibilità di ostruzionismo da parte del parlamento.
La discussione di un testo può essere molto veloce: nel caso dei progetti di legge che autorizzano la ratifica di un accordo internazionale, da quindici a venti testi possono essere adottati in mezza giornata, perché ogni testo comporta un articolo unico non emendato. In altri casi, la moltiplicazione degli emendamenti può allungare considerevolmente la discussione.
Dopo l'approvazione in un'assemblea, il testo di legge è trasmesso all'altra assemblea: esame in commissione, deposito di emendamenti, esame e votazione in seduta pubblica.
L'esame del testo in ciascuna delle due assemblee costituisce la prima lettura. Se la seconda assemblea ha adottato il testo senza modificarlo il Presidente della Repubblica promulga il testo che diventa legge a partire dal momento in cui è pubblicato sulla gazzetta ufficiale.
Ogni volta che il testo viene modificato da una delle due camere ricomincia la procedura.
In teoria, questa navetta può proseguire indefinitamente. In pratica, il Governo interrompe convocando abbastanza velocemente una Commissione mista paritaria composta di sette deputati e di sette senatori, che prova a mettere a punto un testo di compromesso. Questo testo è inviato per l'esame alle due camere. Se non si arriva all'approvazione del testo, l'ultima parola, secondo la Costituzione francese, spetta all'Assemblea Nazionale. Nella pratica, essa ha raramente bisogno di esercitare questo potere.